# Холостенко, Николай Вячеславович
Николай Вячеславович Холостенко (7 февраля 1902, Киев, Киевская губерния, Российская империя — 1978, Киев) — украинский советский архитектор.

## Биография
В 1929 году окончил Киевский художественный институт. В 1930 Николай Холостенко совместно с братом, И. Ю. Каракисом, М. И. Гречиной, П. Г. Юрченко и В. Г. Заболотным создали общество «Октябрь». Впоследствии, в 1930-х годах, работал в мастерской вместе с И. Каракисом и П. Юрченко. В 1936 году Н. Холостенко вместе с И. Каракисом разработали проект речного вокзала Киева.
В 1937 году архитектор Я. Штейнберг отмечал: «На Украине есть немало молодых товарищей, которые уже успели проявить себя как серьёзные и глубокие архитекторы. Можно назвать таких людей… в области промышленного строительства: Холостенко, Каракис, Гречина…»

## Проекты
- Ботанический сад Академии наук УССР (совместно с А. В. Власовым, В. И. Гопкало) (1964 г.)[8][1];
- Поселок имени Хрущёва (Багринова гора) в Киеве (1948—1953 гг.)[9];
- Дом специалистов по проспекту Победы, 30 в Киеве[10][1];
- Дом на Кудрявской, 2[10][1];
- Здание на Андреевском спуске № 30[10][1];
- Реконструкция Золотых ворот в Киеве[11][1];
- Дом жилищно-строительного кооператива «Сяйво» на улице Челюскинцев (ныне — Костельная) № 11 (1931)[12]
- Здание Центрального универмага на Крещатике (в соавторстве с И. Каракисом и Л. Киселевичем[13]; 1932) (к сожалению было разобрано недостроенным)[14].
- Детский театр в Киеве по ул. Карла Маркса 4-б (сгорел во время войны в 1941 году)[12]
- Жилой дом кооператива «Научный работник»[15]